# 君島興一
君島 興一（きみじま こういち、1898年10月10日 - 1971年1月3日）は、日本の経営者。茨城県出身。

## 経歴
1922年に小樽高等商業学校を卒業し、同年に川崎汽船に入社。1946年11月に取締役に就任し、専務を経て、同年12月に社長に就任。1950年8月に川崎重工業専務に就任し、1963年6月から1965年2月まで副社長を務めた。
1964年11月に藍綬褒章を受章し、1967年11月に勲三等瑞宝章を受章。
1971年1月3日心筋梗塞のために死去。72歳没。